# Johann Heinrich Baumann
Johann Heinrich Baumann (în letonă Johans Heinrihs Baumanis; n. 9 februarie 1753, Jelgava, Letonia – d. 7 iulie 1832, Riga, Imperiul Rus) a fost un artist germano-baltic care a trăit și a lucrat în principal în ceea ce este astăzi Letonia. 

## Tinerețe și educație
Johann Heinrich Baumann s-a născut în Jelgava (în germană Mitau) într-o familie de vorbitori de limbă germană.Tatăl său a fost pastorul și superintendentul general al orașului Mitau, Joachim Baumann. 
Baumann a mers la Universitatea din Erfurt pentru a studia teologia în perioada 1773-1776. Cu toate acestea, la Erfurt a ales pictura, sub influența lui Jacob Samuel Beck⁠(de)[traduceți]  (1715–1778), un remarcabil pictor local specializat în portretele de animale în stilul baroc care era predominant atunci. După finalizarea studiilor, Baumann a revenit acasă, în Curlanda, dar a avut în continuare o carieră ca artist și nu ca preot.

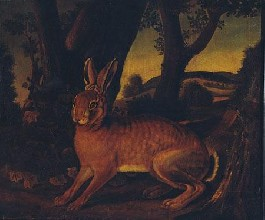
Peisaj cu iepure de Johann Baumann

## Călătorii
Fiind un vânător pasionat, Baumann a călătorit până în Lituania, Rusia și Belarusul actual în adevărate expediții de vânătoare. De asemenea, el a scris scurte povestiri hazlii și bizare despre aventurile sale de vânătoare, ca de exemplu povestirea „Munchausen din Curlanda”. Plăcerea sa de a-și petrece timpul în natură a ajuns să-i domine complet arta, care este un amestec neobișnuit de iscusință și profesionalism amestecat cu naivitate și slăbiciune. Aproape toate picturile sale cunoscute prezintă animale, scene de vânătoare sau subiecte înrudite. Stilul său este poate cel mai bine caracterizat ca o formă provincială a barocului, inspirat într-o oarecare măsură din motive similare ale picturii olandeze din Epoca de Aur, dar executată într-un mod extrem de personal. Cu toate că nu a fost niciodată recunoscut ca un artist important în Rusia Imperială, munca sa a fost recunoscută printr-o mențiune specială a Academiei Imperiale de Arte din 1786. S-a apreciat că a pictat peste 1700 de tablouri, însă  îi sunt atribuite doar 43 de picturi care au supraviețuit până în secolul al XXI-lea.

## Dramaturgie
Baumann a fost, de asemenea, unul dintre primii autori din Letonia actuală care a scris piese de teatru în limba letonă.